# Abdus Salam
Mohammad Abdus Salam NI, SPk, KBE (født 26. januar 1926, død 21. november 1996), var en pakistansk teoretisk fysiker. Han modtog nobelprisen i fysik i 1979 sammen med Sheldon Glashow og Steven Weinberg for sine bidrag til teorien om elektrosvag kraft. Han var den første pakistaner, der modtog en nobelpris i naturvidenskab, og kun den anden fra et muslimsk land, der modtog nogen nobelpris overhovedet (efter Anwar Sadat fra Egypten).